# بیله‌هو علیا
بیله‌هو علیا ، روستایی است از توابع بخش گهواره و در شهرستان دالاهو استان کرمانشاه ایران.

## جمعیت
این روستا در دهستان قلخانی قرار داشته و بر اساس سرشماری سال ۱۳۸۵ جمعیت آن (32خانوار) 150نفر 
بوده است.

## منبع
1. ↑  درگاه ملی آمار